# Họ Cá rìu vạch nước ngọt
Họ Cá rìu vạch nước ngọt, tên khoa học Gasteropelecidae, là một họ cá trong Bộ Cá chép mỡ. Cá rìu vạch thông thường là thành viên nổi tiếng nhất trong họ. Họ này bao gồm ba chi: Carnegiella (4 loài), Gasteropelecus (3 loài), và Thoracocharax (2 loài).

## Từ nguyên
Tên gọi khoa học của họ này bắt nguồn từ tiếng Hy Lạp gaster = dạ dày/bụng và pelekis = rìu.

## Phân bố và môi trường sống
Cá rìu vạch nước ngọt có nguồn gốc từ Panama và Nam Mỹ (mặc dù không có ở Chile). Chúng có xu hướng là cá tầng mặt, thường bơi ngay dưới mặt nước.

## Các chi
Có ba chi trong họ này:
- Chi Carnegiella
- Chi Gasteropelecus
- Chi Thoracocharax